# Acapulco Tennis Open 2024 - Doppio
Il doppio del torneo di tennis professionistico Acapulco Tennis Open 2024, facente parte della categoria Challenger 125 nell'ambito dell'ATP Challenger Tour 2024, si è giocato dal 15 al 21 aprile ad Acapulco, in Messico. Questa è stata la prima edizione di questo torneo.
In finale Rithvik Choudary Bollipalli e Niki Kaliyanda Poonacha hanno sconfitto Luke Johnson e Skander Mansouri con il punteggio di 7–6(4), 7–5.

## Teste di serie
1. Luke Johnson /  Skander Mansouri (finale)
2. Piotr Matuszewski /  Matthew Romios (quarti di finale)

1. Rinky Hijikata /  Mac Kiger (quarti di finale)
2. Arjun Kadhe /  Jeevan Nedunchezhiyan (primo turno)

## Wildcard
1. Ernesto Escobedo /  Gonçalo Oliveira (ritirati)

1. Rodrigo Pacheco Méndez /  Daniel Vallejo (ritirati)

## Ranking protetto
1. Benjamin Lock /  Courtney John Lock (primo turno)

## Alternate
1. Gijs Brouwer /  Aidan McHugh (semifinale)

1. Kiranpal Pannu /  Keegan Smith (primo turno)

## Tabellone

### Legenda
| - Q = Qualificato - WC = Wild card - LL = Lucky loser | - ALT = Alternate - SE = Special Exempt - PR = Protected Ranking | - w/o = Walkover - r = Ritirato - d = Squalificato |

|  | Primo turno | Primo turno                       | Primo turno                       | Primo turno | Primo turno |  |  | Quarti di finale | Quarti di finale                  | Quarti di finale                  | Quarti di finale                  | Quarti di finale                  |   |   | Semifinali | Semifinali                    | Semifinali                    | Semifinali                                          | Semifinali                                          |   |   | Finale | Finale | Finale | Finale | Finale |  |
|  |             |                                   |                                   |             |             |  |  |                  |                                   |                                   |                                   |                                   |   |   |            |                               |                               |                                                     |                                                     |   |   |        |        |        |        |        |  |
|  | 1           | L Johnson S Mansouri              | L Johnson S Mansouri              | 6           | 7           |  |  |                  |                                   |                                   |                                   |                                   |   |   |            |                               |                               |                                                     |                                                     |   |   |        |        |        |        |        |  |
|  |             | M Cressy M Janvier                | M Cressy M Janvier                | 2           | 65          |  |  | 1                | L Johnson S Mansouri              | 79                                | 3                                 | [10]                              |   |   |            |                               |                               |                                                     |                                                     |   |   |        |        |        |        |        |  |
|  |             | R Seggerman P Trhac               | 6                                 | 4           | [10]        |  |  |                  | R Seggerman P Trhac               | 67                                | 6                                 | [8]                               |   |   |            |                               |                               |                                                     |                                                     |   |   |        |        |        |        |        |  |
|  |             | J Paris M Soto                    | 2                                 | 6           | [8]         |  |  |                  |                                   |                                   |                                   |                                   |   |   | 1          | L Johnson S Mansouri          | L Johnson S Mansouri          | 7                                                   | 6                                                   |   |   |        |        |        |        |        |  |
|  | 4           | A Kadhe J Nedunchezhiyan          | 3                                 | 6           | [7]         |  |  |                  |                                   | Alt                               | G Brouwer A McHugh                | G Brouwer A McHugh                | 5 | 1 |            |                               |                               |                                                     |                                                     |   |   |        |        |        |        |        |  |
|  |             | A Bellier L Sanchez               | 6                                 | 3           | [10]        |  |  |                  | A Bellier L Sanchez               | A Bellier L Sanchez               | 4                                 | 5                                 |   |   |            |                               |                               |                                                     |                                                     |   |   |        |        |        |        |        |  |
|  | Alt         | G Brouwer A McHugh                | G Brouwer A McHugh                | 6           | 6           |  |  | Alt              | G Brouwer A McHugh                | G Brouwer A McHugh                | 6                                 | 7                                 |   |   |            |                               |                               |                                                     |                                                     |   |   |        |        |        |        |        |  |
|  | PR          | B Lock C Lock                     | B Lock C Lock                     | 3           | 4           |  |  |                  |                                   |                                   |                                   |                                   |   |   | 1          | Luke Johnson Skander Mansouri | Luke Johnson Skander Mansouri | 64                                                  | 5                                                   |   |   |        |        |        |        |        |  |
|  |             | A Chandrasekar H Hach Verdugo     | 4                                 | 6           | [11]        |  |  |                  |                                   |                                   |                                   |                                   |   |   |            |                               |                               | Rithvik Choudary Bollipalli Niki Kaliyanda Poonacha | Rithvik Choudary Bollipalli Niki Kaliyanda Poonacha | 7 | 7 |        |        |        |        |        |  |
|  |             | C Broom A Walton                  | 6                                 | 4           | [9]         |  |  |                  | A Chandrasekar H Hach Verdugo     | 3                                 | 6                                 | [10]                              |   |   |            |                               |                               |                                                     |                                                     |   |   |        |        |        |        |        |  |
|  |             | C Puttergill R Statham            | C Puttergill R Statham            | 1           | 4           |  |  | 3                | R Hijikata M Kiger                | 6                                 | 4                                 | [7]                               |   |   |            |                               |                               |                                                     |                                                     |   |   |        |        |        |        |        |  |
|  | 3           | R Hijikata M Kiger                | R Hijikata M Kiger                | 6           | 6           |  |  |                  |                                   |                                   |                                   |                                   |   |   |            | A Chandrasekar H Hach Verdugo | A Chandrasekar H Hach Verdugo | 3                                                   | 4                                                   |   |   |        |        |        |        |        |  |
|  |             | R Bollipalli N Kaliyanda Poonacha | R Bollipalli N Kaliyanda Poonacha | 7           | 6           |  |  |                  |                                   |                                   | R Bollipalli N Kaliyanda Poonacha | R Bollipalli N Kaliyanda Poonacha | 6 | 6 |            |                               |                               |                                                     |                                                     |   |   |        |        |        |        |        |  |
|  |             | JP Ficovich JL Reis da Silva      | JP Ficovich JL Reis da Silva      | 5           | 2           |  |  |                  | R Bollipalli N Kaliyanda Poonacha | R Bollipalli N Kaliyanda Poonacha | 6                                 | 6                                 |   |   |            |                               |                               |                                                     |                                                     |   |   |        |        |        |        |        |  |
|  | Alt         | K Pannu K Smith                   | 2                                 | 6           | [10]        |  |  | 2                | P Matuszewski M Romios            | P Matuszewski M Romios            | 4                                 | 1                                 |   |   |            |                               |                               |                                                     |                                                     |   |   |        |        |        |        |        |  |
|  | 2           | P Matuszewski M Romios            | 6                                 | 4           | [12]        |  |  |                  |                                   |                                   |                                   |                                   |   |   |            |                               |                               |                                                     |                                                     |   |   |        |        |        |        |        |  |